# 船越英里子
船越 英里子（ふなこし えりこ、1992年7月11日 - ）は、日本の女優である。大阪府大阪市出身。血液型はA型。身長158.5cm。姉は女優の船越真美子。姉妹で、アルザというユニット名でCDを出している。

## 出演

### CM
- ユニバーサルスタジオジャパン （2002年）

### スチル
- 2005秋冬 パーソンズガールカタログ

### ミュージカル
- ブロードウェイミュージカル The Rink -ザ・リンク-(2000年) アンナ 役
- 美少女戦士セーラームーン（2004年7月 - 2006年1月、サンシャイン劇場 他） - 土萌ほたる／セーラーサターン（9代目） 役
- アルゴミュージカル かぐやの浦島モモタロウ（2005年7月） - 毬子 役
- 少年陰陽師 ＜歌絵巻＞ ―この少年、晴明の後継につき―＜歌絵巻＞（2007年10月、サンシャイン劇場） - 沙耶子 役
- アルゴミュージカル 花の海・花いろの風-里山小学校 5年1組-（2008年） - 本山翔子 役

### 舞台
- エアースタジオ「ChuーChuーChu's day」(2004年10月 池袋・東京芸術劇場) 静姫 役
- エアースタジオ「GO,JET!GO!GO!Vol.2〜浮気なJETのパレットキャット〜」(2005年5月 銀座・Air studio) メグ 役
- エアースタジオ「GO,JET!GO!GO!サプライズ版」(2005年10月 池袋・サンシャイン劇場) なぎさ 役
- エアースタジオ「夏の夜の夢〜A MIDSUMMER NIGHT'S DREAM〜」(2007年5月 池袋・東京芸術劇場) パック 役
- エアースタジオ「オサエロ」(2008年5月 新宿・全労済ホールスペース・ゼロ) 坂下智子 役
- エアースタジオ「GO,JET!GO!GO!Vol.4 〜Last Dance For Me! Me! Meee!〜」<初演>(2009年4月30日 - 5月11日) 銀座・Air studio) - メグ 役
- エアースタジオ「プレイス」(2009年8月 銀座・Air studio) 安藤羽根子 役

 2011年 
- エアースタジオ「GO,JET!GO!GO! vol.1 」(2011年4月28日-5月8日 東日本橋・AQUA studio)
- エアースタジオ「飯田家の最期」(2011年6月1日-5日 東日本橋・AQUA studio) 岡本ゆうな 役
- エアースタジオ「NEXT DOOR」(2011年7月20日-24日  東日本橋・AQUA studio) 女子高生ゆうな 役、ゼウス 役、新人アイドル椎羅まや 役
- エアースタジオ「SAKURA」(2011年10月5日-10日 東日本橋・AQUA studio) 飯倉豊 役

 2012年 
- Air studioプロデュース「〜Go,Jet!CARNIVAL〜」（3月16日-25日、東日本橋・AQUA studio）
- Air studioプロデュース「GO,JET!GO!GO! Vol.1 + ZERO」（4月27日-5月6日、東日本橋・AQUA studio）
- Air studioプロデュース「GO,JET!GO!GO! Vol.5 〜涙のドライマティーニ ガールズにライバル出現!?〜」<初演>（7月18日-29日、東日本橋・AQUA studio）
- Air studioプロデュース「GO,JET!GO!GO! Vol.1 JAPAN VS KOREA」（8月3日-7日、東日本橋・AQUA studio）
- Air studioプロデュース「プレイス」（9月12日-17日、東日本橋・AQUA studio）
- Air studioプロデュース「GO,JET!GO!GO! Vol.6 〜追憶のブルージーン・クリスマス〜」<初演>（12月14日-24日、東日本橋・AQUA studio）

 2013年 
- Air studioプロデュース「GO,JET!GO!GO! Vol.2」（2月7日-11日、東日本橋・AQUA studio）
- Air studioプロデュース「GO,JET!GO!GO! Vol.2 JAPAN VS KOREA」（2月14日-18日、東日本橋・AQUA studio）
- Air studioプロデュース「GO,JET!GO!GO! Vol.3」（3月20日-24日、東日本橋・AQUA studio）
- Air studioプロデュース「GO,JET!GO!GO! Vol.1＋3」（4月3日-9日、東日本橋・AQUA studio）
- Air studioプロデュース「GO,JET!GO!GO!PARADISE LIVE!」（4月26日-30日、東日本橋・AQUA studio）
- Air studio×ADKアーツ×プロダクション尾木「GO,JET!GO!GO! Vol.1」（5月10・11日、新宿・SPACE107) - ゲスト出演
- Air studioプロデュース「Kiss Me You 〜がんばったシンプー達へ〜」(5月22日-26日 新国立劇場/小劇場)
- Air studioプロデュース「GO,JET!GO!GO! Vol.4」（6月6日-12日、東日本橋・AQUA studio）
- Air studioプロデュース「GO,JET!GO!GO! ZERO」（6月27日-7月3日、東日本橋・AQUA studio）
- Air studioプロデュース「アバドンの巣窟」（7月19日-24日、東日本橋・AQUA studio）
- Air studioプロデュース「GO,JET!GO!GO!Vol.2 + PARADISE LIVE!」（8月9日-14日、東日本橋・AQUA studio）
- Air studioプロデュース「六畳一間で愛してる」（9月5日-10日、東日本橋・AQUA studio）
- Air studioプロデュース「GO,JET!GO!GO! Vol.5」（10月1日-7日、東日本橋・AQUA studio）
- Air studioプロデュース Act Drive「PERDEATHCA」<初演>（11月1日-5日、東日本橋・AQUA studio）
- Air studioプロデュース「GO,JET!GO!GO! Vol.7 〜そんなヒロシが騙された〜」<初演>（11月22日-12月2日、東日本橋・AQUA studio）
- Air studioプロデュース「GO,JET!GO!GO! Vol.6」（12月17日-23日、東日本橋・AQUA studio）- 木下夏代 役

 2014年 
- Air studioプロデュース「それゆけ！遠山一家FINAL〜ファイナル？どうなる？こうな〜る！〜」（1月8日-13日、両国・Air studio）- 千鶴 役
- Air studioプロデュース「GO,JET!GO!GO!PARADISE LIVE Vol.2」（2月6日-12日、東日本橋・AQUA studio）
- Air studioプロデュース「GO,JET!GO!GO!特別版 」<初演>（4月3日-6日、東日本橋・AQUA studio）
- Air studioプロデュース Act Drive「PERDEATHCA.TV」<初演>（4月16日-21日、東日本橋・AQUA studio）